# Alhard (Ebrach)
Alhard († nach 1244) war von 1238 bis zu seiner Resignation 1244 Abt des Zisterzienserklosters in Ebrach.

## Leben
Alhard wurde wohl in der zweiten Hälfte des 12. oder in der ersten Hälfte des 13. Jahrhunderts geboren. Über den Herkunftsort des späteren Abtes schweigen die Quellen, auch die Familie oder etwaige Geschwister werden nicht erwähnt. Abt Alhard ist als direkter Nachfolger Abt Engelberts überliefert und tauchte erstmals 1238 in den Quellen auf. Zu diesem Zeitpunkt erhielt sein Kloster mehrere Rechte von Bischof Hermann I. von Würzburg.
Zwei Jahre später, im Jahr 1240, erhielt die Zisterze Ebrach kaiserliche Protektion: König Konrad IV. stellte das Kloster unter seinen persönlichen Schutz. Noch im gleichen Jahr wurde der Besitz des Klosters wiederum erweitert, als der Adelige Konrad von Zabelstein seine Güter an Ebrach stiftete. In einer weiteren Urkunde von 1243 tauchte Alhard erneut auf, bevor er 1244 auf die Abtei resignierte. Sein späterer Lebensweg liegt im Unklaren.